# Imi-chet-Sopdet
Imi-chet-Sopdet, der altägyptische Dekanstern G, ist der Name von Prokyon (α Canis Minor). Da Imi-chet-Sopdet 10 Tage nach Sopdet und 20 Tage nach Tepi-a-Sopdet kulminiert, erhielt er den Namen Nachfolger der Sopdet, obwohl Prokyon vor Sirius aufgeht. Im Altertum galt er auch außerhalb des Alten Ägyptens als „verwandter Pfeilstern des Sirius“.

## Rektaszension
- 2101 v. Chr.: 60°.70